# Christiane Grosz
Christiane Grosz, geborene Massow (geboren 7. Januar 1944 in Berlin; gestorben 10. November 2021 in Berlin), war eine deutsche Keramikerin, Schriftstellerin und Lyrikerin.

## Leben und Werk
Christiane Grosz absolvierte nach dem Abschluss der Polytechnischen Oberschule von 1960 bis 1963 in Berlin eine Töpferlehre bei Hedwig Winter in Berlin-Biesdorf. Von 1968 bis 1970 machte sie im Fach Grafik ein Abendstudium an der Kunsthochschule Berlin-Weißensee. Ab 1970 arbeitete sie freiberuflich in ihrer Werkstatt in Biesdorf als Keramikerin und dann auch als Schriftstellerin und Lyrikerin. Von 1979 bis 1980 studierte sie mit einem Stipendium am Leipziger Literaturinstitut Johannes R. Becher. 1981 nahm sie in Römhild am 3. Internationalen Keramiksymposium teil.

### Finanzielle Förderung nach der deutschen Wiedervereinigung
- 1991: Aufenthaltsstipendium im Heinrich-Böll-Haus Langenbroich
- 1993: Projektförderung der Stiftung Kulturfonds
- 1995: Arbeitsstipendium im Künstlerhaus Ahrenshoop
- 1997: Unterstützung der Stiftung Kulturaustausch Niederlande-Deutschland für einen Aufenthalt in Amsterdam
- 2000: Arbeitsstipendium der Stiftung Kulturfonds
- 2006: Arbeitsstipendium der Stiftung Rheinland-Pfalz für Kultur für das Künstlerhaus Edenkoben

## Mitgliedschaften
- 1977 bis 1990: Verband Bildender Künstler der DDR
- 1988 bis 1990: Schriftstellerverband der DDR

## Fotografische Darstellung Christiane Grosz’(Auswahl)
- Barbara Morgenstern: Christiane Grosz (1980; aus einer Serie von Fotografien)[2]

## Öffentliche Sammlungen mit keramischen Werken Christiane Grosz’(unvollständig)
- Berlin: Kunstgewerbemuseum Berlin
- Berlin: Stadtmuseum Berlin[3]

## Literarische Werke (Auswahl)
- Scherben, Gedichte (1978, Aufbau Verlag).
- Blatt vor dem Mund, Gedichte (1983, Aufbau Verlag).
- Die Tochter, Roman (1987, Aufbau Verlag).
- Die asoziale Taube, Gedichte (1991, Aufbau Verlag).
- Reden und Schweigen. (1995, Edition Mariannenpresse, Berlin; ISBN 9783922510840; Texte von Christiane Grosz mit fünf eingebundenen Original-Farbradierungen von Gisela Grade).
- Die Katze am Fenster, Gedichte (2000, Corvinus Presse).
- Mir zum Zeichen, Gedichte (2000, Corvinus Presse).
- Schwarz am Meer, Gedichte (2002, Corvinus Presse).
- Noch einmal Vertrotzung, Gedichte (2004, Corvinus Presse).
- Der Steinbock im Meer, Gedichte aus 25 Jahren (2004, Corvinus Presse).

## Ausstellungen (unvollständig)

### Einzelausstellungen
- 1985: Weimar, Galerie im Cranachhaus (mit Dieter Goltzsche)
- 1988: Berlin, Galerie Unter den Linden
- 1990: Magdeburg, Kleine Galerie
- 2022: Berlin, Keramikmuseum Berlin

### Ausstellungsbeteiligungen
- 1979 und 1985: Berlin, Bezirkskunstausstellungen
- 1982/1983: Dresden, IX. Kunstausstellung der DDR